# Gerald Moore
Pour les articles homonymes, voir Moore.
Gerald Moore (30 juillet 1899 – 13 mars 1987) est un pianiste anglais surtout connu pour avoir accompagné plusieurs chanteurs réputés lors de récitals et d'enregistrements de lieder. 

## Biographie
Gerald Moore, né à Watford, dans le comté de Hertfordshire, a reçu une partie de son éducation musicale à Toronto, au Canada, où sa famille avait émigré dans son enfance, et où il fut organiste à l'église Saint-Thomas. 
Il a travaillé avec Mark Hambourg, et accompagné de grands musiciens comme Pablo Casals, Jacqueline du Pré mais il a acquis la célébrité auprès de chanteurs comme Elisabeth Schumann, Maggie Teyte, Kathleen Ferrier et Nicolai Gedda.
On lui doit d'avoir élevé le statut d'accompagnateur, d'un rôle de faire-valoir au rang d'égal, en partie grâce à son livre The Unashamed accompanist (1943). Moore a aussi donné des conférences et écrit sur la musique. Ses mémoires Am I too loud ? : memoirs of an accompanist (Faut-il jouer moins fort ? : Mémoires d'un pianiste accompagnateur) ont paru en 1962 et reçu un excellent accueil. Il a publié deux autres ouvrages à caractère autobiographique, "Farewell recital : further memoirs" (1978) et "Furthermoore" (1983). Ces activités littéraires ont continué après son concert d'adieu, donné en 1967 et au cours duquel il accompagna trois des chanteurs avec qui il avait le plus travaillé, Dietrich Fischer-Dieskau, Victoria de los Ángeles et Elisabeth Schwarzkopf. Il a cessé d'enregistrer en 1975.
Dans ses mémoires, Moore avait écrit que ses services n'étaient pas requis au festival d'Aldeburgh de Benjamin Britten, « étant donné que le génie présidant les lieux était le plus grand accompagnateur au monde ». Moore a cependant été associé à Britten comme « professionnel de la profession » par des accompagnateurs dans le magazine The Gramophone en 2006.
Moore fut élevé à l'ordre de commandeur de l'ordre de l'Empire britannique (CBE) en 1954. Il est mort dans le Buckinghamshire.